# Mitsutoshi Tsushima
Mitsutoshi Tsushima (jap. 津島 三敏 Tsushima Mitsutoshi; ur. 30 lipca 1974) – japoński piłkarz występujący na pozycji obrońcy.

## Kariera klubowa
Od 1993 do 2005 roku występował w klubach Nagoya Grampus Eight i FC Gifu.